# Sebečevac
Sebečevac (cyr. Себечевац) – wieś w Serbii, w okręgu rasińskim, w mieście Kruševac. W 2011 roku liczyła 478 mieszkańców.